# Point chaud de biodiversité
Pour les articles homonymes, voir Point chaud, Hotspot et Zone critique.

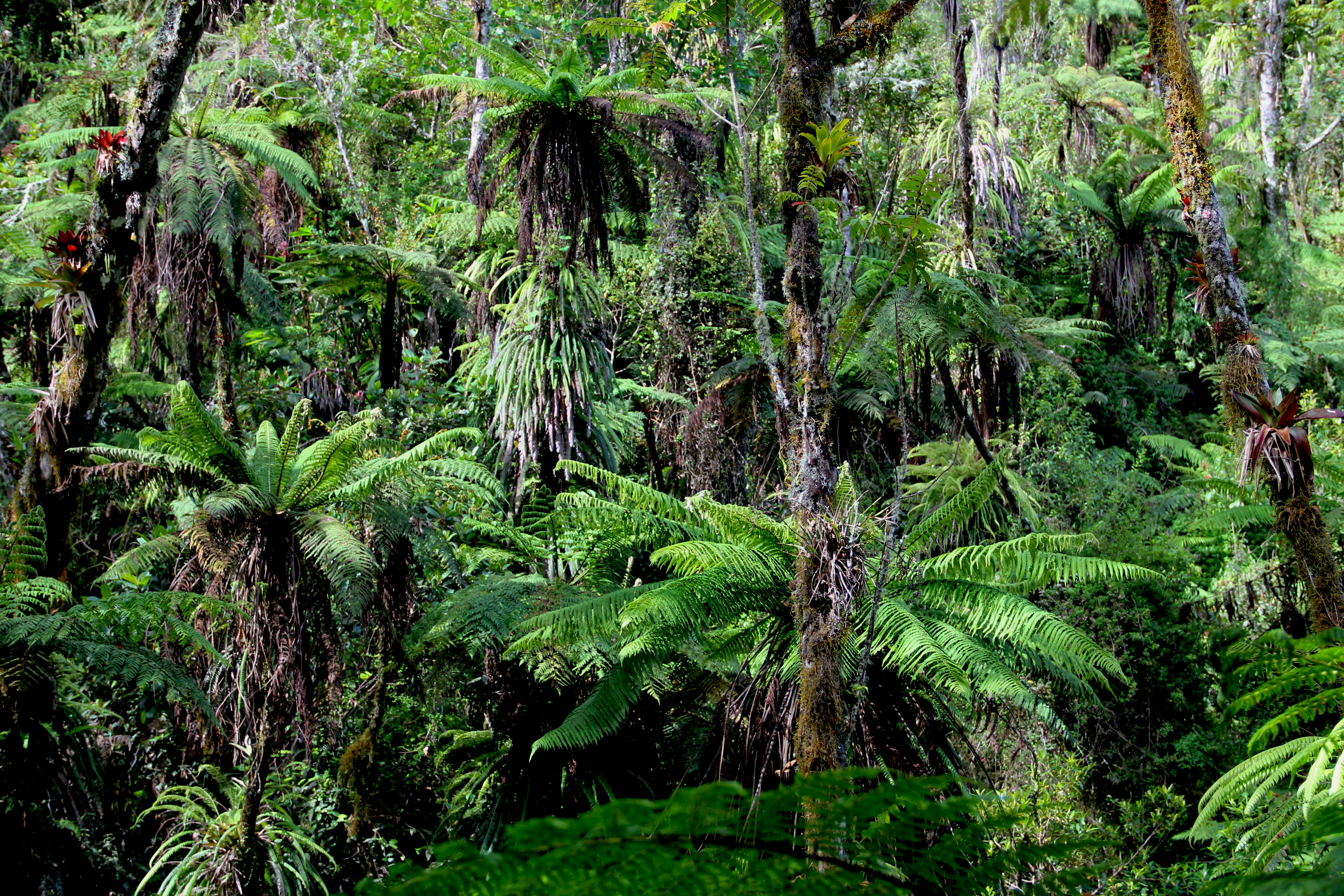
Forêt fougères arborescentes, typique du Parc national naturel de Grande Colline, à Haïti, considéré comme un point chaud de biodiversité caribéenne.

Un point chaud de biodiversité, appelé aussi zone critique de biodiversité ou hotspot de biodiversité, est une zone biogéographique, terrestre ou marine, possédant une grande richesse de biodiversité particulièrement menacée par les activités humaines.

## Origines du concept
Le concept des « points chauds » de biodiversité a été développé depuis 1988 à l'Université d'Oxford par l'équipe de Norman Myers, un chercheur britannique spécialisé dans les rapports entre l'écologie et l'économie.
Il a observé que 44 % des espèces de plantes de la planète et 35 % des espèces de vertébrés terrestres (mammifères, oiseaux, reptiles et amphibiens) étaient confinés sur 1,4 % de la surface des continents.
Il a ainsi identifié 25 sites plus ou moins étendus caractérisés par une exceptionnelle concentration d'espèces endémiques et un risque sérieux de dégradation.
Ses travaux ont fait l'objet d'une publication dans la revue scientifique Nature le 24 février 2000.
Le concept des « points chauds » de biodiversité a trouvé, alors, un écho favorable auprès de l'organisation américaine de protection de la nature Conservation International qui a décidé de concentrer ses moyens en argent et en temps en priorité sur la conservation de ces hauts lieux de biodiversité.
En 2001, ce concept sur les 25 sites naturels à protéger, de par le monde, est le sujet d'un ouvrage de vulgarisation en français par le Reader's Digest.

## Définition
Un point chaud de biodiversité est, selon la définition de Conservation International, une zone qui contient au moins 1 500 espèces de plantes vasculaires endémiques et qui a perdu au moins 70 % de sa végétation primaire. 
Avec cette définition, le nombre des points chauds de biodiversité a été réévalué et porté à 34 en 2004.
Les « points chauds » couvrent 15,7 % de la surface terrestre, mais 88 % des écosystèmes ayant disparu, ceux restant ne couvrent plus que 2,3 % de la surface terrestre.
Les points chauds font généralement partie d'une écozone plus vaste : l'Écozone néotropicale par exemple englobe l'Amérique centrale, les Caraïbes, le Tumbes-Chocó-Magdalena, les Andes tropicales, le Cerrado, la Forêt Atlantique et les Forêts pluviales tempérées valdiviennes. Par contre chaque point chaud contient plusieurs écorégions: le Royaume floral du Cap - l'un des plus petits - en compte 3. Beaucoup de régions à la biodiversité très riche ne figurent pas dans ce classement car elles demeurent encore assez peu détériorées, la Forêt amazonienne en est le parfait exemple.
Cas particulier  : Une étude récente (2018) pointe l'importance dans le contexte du changement climatique de disposer d'aires protégées capables de protéger des zones polymorphiques en termes de mues (c'est-à-dire des zones où coexistent des formes hivernales brunes et blanches de pelages pour les espèces qui changent de couleur selon la saison). En effet quelques espèces de mammifères (ex : lièvre variable, belette et renard arctique) et d'oiseaux ayant a priori des « fonctions écologiques » importantes muent en changeant de couleur selon la saison. Ceci est pour eux un enjeu de camouflage et de survie. Pour 21 espèces de vertébrés étudiés dans des régions en cours de changement climatique : des individus muent en changeant de couleur pendant que d'autres restent brun. Les régions où les changements saisonniers de couleur de poils sont les plus variables (mues à la fois en marron et en blanc) pourraient être source de résilience écologique face au réchauffement climatique. Or la durée d'enneigement change significativement dans le monde depuis quelques décennies, ce qui est a priori défavorable aux animaux qui restent blancs en hiver là où il n'y a plus de neige. Les zones polymorphes sont actuellement sous-représentées parmi les aires protégées existantes, elles pourraient cependant être des points chauds pour le « sauvetage évolutif » dans le contexte actuel de changement climatique. Les corridors climatiques permettant aux espèces qui restent blanches en hiver de remonter vers les zones froides sont également importants.

## Les 36 points chauds de la biodiversité
- Amérique

Points chauds de la biodiversité : en vert les points chauds définis dès 2000 par Conservation International, en bleu ceux ajoutés par la suite.

  - Andes tropicales (1 - Du Venezuela au nord-ouest de l'Argentine)
  - Amérique centrale (2 - Du sud du Mexique au Panama)
  - Îles des Caraïbes (3)
  - Forêt atlantique (4 - Sud-est du Brésil, Nord du Paraguay, extrême nord-est de l'Argentine)
  - Tumbes-Chocó-Magdalena (5 - Bande côtière entre le Panama et Nord du Pérou)
  - Cerrado (6 - Est du Brésil, Bolivie et Paraguay)
  - Forêts pluviales tempérées valdiviennes (7 - Centre et Sud du Chili)
  - Province floristique de Californie (8 - Bande côtière entre le l'extrême nord-ouest du Mexique et le Nord de la Californie)
  - Bois de pins et chênes de Madrean (26 - Sud-ouest des États-Unis et Nord du Mexique)
  - Plaine côtière nord-américaine (36 - Bande côtière entre le fleuve Rio Grande au Texas et Long Island dans l'état de New York)

- Europe
  - Bassin méditerranéen (14 - Bassin méditerranéen et Macaronésie: Canaries, Acores, Madère, Cap-Vert)
  - Caucase (15 - Géorgie, Arménie, Azerbaïdjan, Russie, Turquie et Iran)

- Afrique
  - Corne de l'Afrique (29 - Éthiopie, Somalie, Kenya, Érythrée, Djibouti, Yémen et Oman)
  - Montagnes d’Afrique Orientale et d’Arabie (28 - Sud-ouest de la Péninsule Arabique et montagnes entre l'Éthiopie au Zimbabwe)
  - Forêt guinéenne de l'Ouest africain (11 - De la Guinée au Cameroun)
  - Forêts côtières d'Afrique orientale (10 - Bande côtière entre la Somalie et le Mozambique)
  - Madagascar et îles de l'Océan Indien (9 - Madagascar, Mascareignes, Comores, Seychelles)
  - Karoo succulent (13 - Ouest de l'Afrique du Sud et Sud-ouest de la Namibie)
  - Maputaland-Pondoland-Albany (27 - Côte est de l'Afrique du Sud)
  - Région floristique du Cap (12 - Sud-ouest de l'Afrique du Sud)

- Asie
  - Désert irano-anatolien (30 - Arménie, Azerbaïdjan, Turquie, Géorgie, Turkménistan, Iran et Irak)
  - Montagnes d'Asie centrale (31 - Kazakhstan, Kirghizstan, Tadjikistan, Ouzbékistan, Chine, Afghanistan et Turkménistan)
  - Himalaya (32 - Chine, Inde, Bhoutan, Pakistan, Afghanistan)
  - Montagnes de la Chine Occidentale (20)
  - Japon (33)
  - Ghâts occidentaux (21 - Ouest de l'Inde et Sri Lanka)
  - Indo-Burma (19 - Du Bangladesh à l'extrême sud-est de la Chine et du nord de la Birmanie au Sud de la Thaïlande)
  - Sundaland (16 - Péninsule Malaise, Singapour, Brunei, Bornéo, Sumatra, Java et Bali)
  - Philippines (18)
  - Wallacea (17 - Sulawesi, Petites îles de la Sonde, Moluques et Timor)

- Océanie
  - Sud-Ouest de l'Australie (22)
  - Nouvelle-Calédonie (23)
  - Nouvelle-Zélande (24)
  - Polynésie et Micronésie (25 - 4500 îles allant des Palaos à l'île de Pâques et de Hawaï jusqu'aux Fidji)
  - Mélanésie orientale (34 - Archipel Bismarck, îles Salomon et Vanuatu)
  - Forêts d'Australie orientale (35)

## Critiques
Du fait de son côté très en vue, la notion de point chaud de biodiversité a fait l'objet de critiques. Parmi lesquelles on retrouve le fait que :
- La classification en point-chaud ne se fait que sur un double critère  richesse/menace (richesse des espèces totales ou richesse en espèces menacées) ;
- Cette classification ne se base que sur le nombre d'espèces de plantes vasculaires (une haute diversité floristique est souvent associée à une haute diversité faunistique et fongique, mais ce critère pourrait parfois privilégier le végétal au détriment de taxons animaux, fongiques, microbiens, etc.) ;
- elle ne prend pas en compte les changements actuels et futurs mais passés ; ainsi le bassin du Congo n'est pas classé point-chaud, malgré sa richesse immense, car il est encore en grande partie intact. Pourtant la déforestation y est alarmante, mais masquée par sa grande superficie. De ce fait des zones très réduites, mais aujourd'hui protégées (Province floristique de Californie par exemple) sont classées ici au même rang que des régions dont la dégradation environnementale est immense (Madagascar, Sundaland, etc.).
- la considération de plus petits points chauds de biodiversité (diversité génétique notamment) n'est pas assurée ;
- Une étude récente a montré que là où le changement d'affectation des terres a été faible ou nul de 1500 à 2010 la biodiversité était mieux conservée ; un changement rapide d'utilisation des terres représente une menace accrue pour les plantes endémiques et est associé à la perte de la diversité des plantes endémiques. Selon ce travail, d'autres régions épargnées par un changement rapide d'utilisation des terres mériteraient d'être aussi classées points chauds de biodiversité : les forêts montagnardes de l'Altaï-Sayan, le bassin du fleuve Amur-Heilong et les forêts subtropicales du sud-est de la Chine. Il faut aussi par ailleurs « développer des stratégies de conservation efficaces spécialisées pour atténuer les effets des changements rapides d'utilisation des terres sur la biodiversité »[9].